# 灘郵便局
灘郵便局（なだゆうびんきょく）は、兵庫県神戸市灘区にある郵便局。民営化前の分類では集配普通郵便局であった。

## 概要
住所：〒657-8799 兵庫県神戸市灘区大石東町3-2-8

### 分室
分室はなし。過去に存在した分室は以下のとおり。
- 三宮駅内分室 - 1967年（昭和42年）に神戸中央郵便局の所属に変更された。

## 沿革
- 1967年（昭和42年）11月6日 - 三宮駅内分室を神戸中央郵便局の所属に変更[1]。
- 1969年（昭和44年）3月17日 - 和文電報受付事務および電話通話事務を開始。
- 1978年（昭和53年）8月7日 - 灘区琵琶町三丁目から同区大石東町三丁目に移転。
- 1998年（平成10年）9月1日 - 外国通貨の両替および旅行小切手の売買に関する業務取扱を開始。
- 2007年（平成19年）3月12日 - 六甲山郵便局（〒657-0199→〒657-0101）から集配業務を移管[2]。
- 2007年（平成19年）10月1日 - 民営化に伴い、併設された郵便事業灘支店に一部業務を移管。
- 2012年（平成24年）10月1日 - 日本郵便株式会社発足に伴い、郵便事業灘支店を灘郵便局に統合。ゆうゆう窓口24時間サービス廃止。

## 取扱内容
- 郵便、印紙、ゆうパック、内容証明
- 貯金、為替、振替、振込、国際送金、国債、投資信託
- 生命保険、バイク自賠責保険、自動車保険
- 地方公共団体事務（兵庫県住宅再建共済基金利用申込取次事務）
- ゆうちょ銀行ATM
- 「657-00xx」「657-01xx」「657-08xx」区域（神戸市灘区全域および神戸市東灘区本山町森748-1番地）の集配業務
- ゆうゆう窓口

## 風景印
- 図柄は六甲ケーブルと灘のこも冠。チシマキキョウ。局名表記は「灘」
- 使用開始日は1950年12月20日

## 周辺
- 国道2号
- 国道43号

## アクセス
- 阪神本線 大石駅、新在家駅から徒歩約8分
- JR東海道本線（JR神戸線） 六甲道駅から徒歩約13分
- 阪急神戸線 六甲駅から徒歩約20分
- 阪神バス 六甲口停留所もしくは河原停留所下車
- 阪神高速神戸線 摩耶出入口から北東へ約1.5km
- 駐車場あり：12台